# Trà táo đỏ
Trà táo đỏ là một bộ phim truyền hình được thực hiện bởi MIA do Võ Việt Hùng (phần 1) và Chu Thiện (phần 2) làm đạo diễn. Phần 1 của phim phát sóng bắt đầu từ ngày 21 tháng 2 năm 2019 và kết thúc vào ngày 24 tháng 4 năm 2019, phần 2 của phim phát sóng từ ngày 14 tháng 3 năm 2022 đến ngày 10 tháng 6 năm 2022 vào lúc 20h00 từ thứ 2 đến thứ 7 hàng tuần trên kênh THVL1.
Phim gồm 2 phần phát sóng với tổng số tập là 130: phần 1 với 54 tập và phần 2 với 76 tập.

## Nội dung
Trà táo đỏ xoay quanh Chiêu Dương (Thanh Trúc), một cô gái đầy bất hạnh và nghị lực. Quá khứ đầy ám ảnh khi bị lừa bán sang biên giới để hành nghề mại dâm, trở thành nô lệ tình dục đã khiến Chiêu Dương không thể có hạnh phúc trọn vẹn với bạn trai Võ Hiếu (Quý Bình).

## Diễn viên
| Vai diễn     | Phần 1         | Phần 2                   |
| Vai diễn     | 2019           | 2022                     |
| ------------ | -------------- | ------------------------ |
| Võ Hiếu      | Quý Bình       | Quý Bình                 |
| Chiêu Dương  | Thanh Trúc     | Thanh Trúc               |
| Trúc Trà     | Quỳnh Lam      | Thanh Hiền               |
| Kỳ Quý       | Hà Trí Quang   | Hà Trí Quang             |
| Duy Khương   | Công Danh      |                          |
| Ông Ba Trung | Công Ninh      |                          |
| Bà Bích Hiền | Ngân Quỳnh     | Ngân Quỳnh               |
| Ông Duy Kha  | Mai Sơn Lâm    | Mai Sơn Lâm              |
| A Quẩy       | Kim Lợi        |                          |
| Út Mót       | Ngọc Thảo      | Ngọc Thảo                |
| Được         | Đinh Hữu Tài   |                          |
| Lâm Phong    | Hà Kim         | Hà Kim                   |
| Cazili       |                | Trần Quý                 |
| Mỹ Kỳ        |                | Lyna Trang               |
| Trường Thịnh |                | Nguyễn Quốc Trường Thịnh |
| Công an Hải  | Lê Quang Thuận | Lê Quang Thuận           |
| Bà Liên      |                | Huỳnh Trang Nhi          |

Cùng một số diễn viên khác....

## Nhạc phim
- Thời gian còn lại

Sáng tác và thể hiện: Hà Đặng
- Bình minh khép lại

Sáng tác và thể hiện: Lê Hoàng Phong
- Nghiệt ngã

Sáng tác: Văn Tứ Quý
Thể hiện: Lê Mạnh Hưng